# Povos iranianos
Os povos iranianos constituem um conjunto de grupos étnicos que se identificam pelo uso de línguas iranianas e pela sua ascendência comum de antigos povos indo-iranianos. Vivem principalmente no Médio Oriente, na Ásia Central, no Cáucaso e no Sul da Ásia, ainda que falantes das línguas iranianas já tenham ocupado outras regiões da Eurásia, indo dos Balcãs à China ocidental.
Como os povos iranianos se estendem largamente para além das fronteiras do atual Irã, alguns autores preferem utilizar a terminologia povos irânicos para classificar essas etnias, evitando confusões com a população iraniana.

## História
O termo 'Irã' (literalmente, 'país dos arianos') deriva diretamente do persa médio Ērān (𐭠𐭩𐭥𐭠𐭭) e do parto Aryān. Os termos  médio iranianos ērān e aryān são formas oblíquas plurais do gentílico ēr- (em persa médio) e ary- (em parto), ambas derivando do persa antigo ariya- (𐎠𐎼𐎡𐎹), do  avéstico airiia- (𐬀𐬌𐬭𐬌𐬌𐬀) e do proto-iraniano *arya-.
A série de grupos étnicos que se sucedeu até à formação dos atuais povos iranianos entronca no ramo étnico dos arianos indo-europeus, também conhecidos como iranianos ou proto-iranianos. Descobertas arqueológicas na Rússia, Ásia Central e no Médio Oriente têm lançado alguma luz, ainda que escassa, sobre a vida destes povos primitivos. Os seus descendentes tiveram um papel importante na História da Humanidade.[carece de fontes?]
Os iranianos dominaram toda a Ásia Central e o Irã por um período considerável, dominaram também a estepe europeia (a moderna Ucrânia) e penetraram ao norte na Rússia e para oeste na Europa central e oriental, tanto nos tempos históricos quanto na Era Cristã. Os primeiros iranianos a alcançar o mar Negro devem ter sido os cimérios no século VIII a.C., embora sua conexão linguística seja incerta. Eles foram seguidos pelos citas, que eram considerados o ramo ocidental dos sacas centro-asiáticos. Os medos, partos e persas começam a surgir no planalto Iraniano a partir de cerca de 800 a.C., e os aquemênidas substituíram o domínio elamita a partir de 559 a.C..[carece de fontes?]

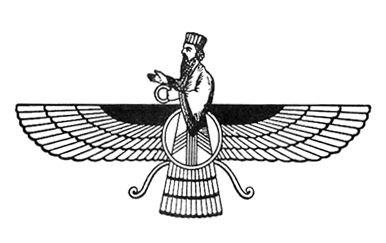
Faravahar - um dos símbolos mais conhecidos do zoroastrismo e da cultura iraniana.

A dinastia persa dos Aqueménidas foi responsável pela instituição de um dos primeiros estados multi-nacionais; os nómadas Citas e Sármatas dominaram durante séculos grande parte do que constitui actualmente a Rússia e ocidente da Sibéria, com um grupo de mulheres guerreiras sármatas que talvez tenham inspirado o mito das Amazonas. Além do mais, várias religiões dos povos iranianos, incluindo o zoroastrismo e o maniqueísmo, teriam sido uma influência importante na formação e desenvolvimento do judaico-cristianismo.
Por volta do ano 1000 da Era Cristã, os pachtuns e os balúchis começaram a se estabelecer na margem oriental do Planalto Iraniano, na fronteira montanhosa do noroeste da Índia, no que agora é conhecido Khyber Pakhtunkhwa e Baluchistão, desalojando os indo-arianos desta região.[carece de fontes?]
As tribos iranianas primitivas deram origem a vários povos atuais, como os Persas e os Curdos, entre outros grupos de menor representatividade. Os povos iranianos meridionais mantiveram, no geral, a sua identidade, mesmo frente às conquistas de Alexandre, o Grande, às tentativas islâmicas de domínio cultural e às investidas devastadoras dos Mongóis, enquanto que os Iranianos do Norte foram na sua maioria assimilados pelos Eslavos e outros povos europeus.[carece de fontes?]
Na Ásia Central, a cultura e as línguas turcomanas substituíram as iranianas, mas uma minoria substancial permaneceu no Uzbequistão e no Turcomenistão. As línguas iranianas estão agora confinadas ao Irã, Curdistão, Afeganistão, Paquistão ocidental, Tajiquistão, Turquia e Cáucaso.

### Povos iranianos antigos
- Iranianos ocidentais:
  - Persas
  - Medos
  - Sagárcios
  - Cardúcios
  - Azaras
  - Maneus

- Iranianos orientais:
  - Aracósios
  - Bactrianos
  - Gandários
  - Corásmios
  - Parnos
  - Partos
  - Satagídios
  - Sogdianos
  - Citas-sármatas
    - Sármatas
    - Alanos
    - Paramas cambojas
    - Masságetas

### Povos iranianos modernos
- Balúchis
- Curdos
- Mazandaranis
- Ossetas
- Parses
- Pastós
- Persas
  - Hazaras
  - Luros
  - Tajiques
- Zazas